# Pavel Šimek
Pavel Šimek (3. července 1917 Praha – 27. června 2003) byl český právník a dlouholetý synodní kurátor Českobratrské církve evangelické a předseda právního odboru synodní rady, právní poradce Evangelické teologické fakulty Univerzity Karlovy.

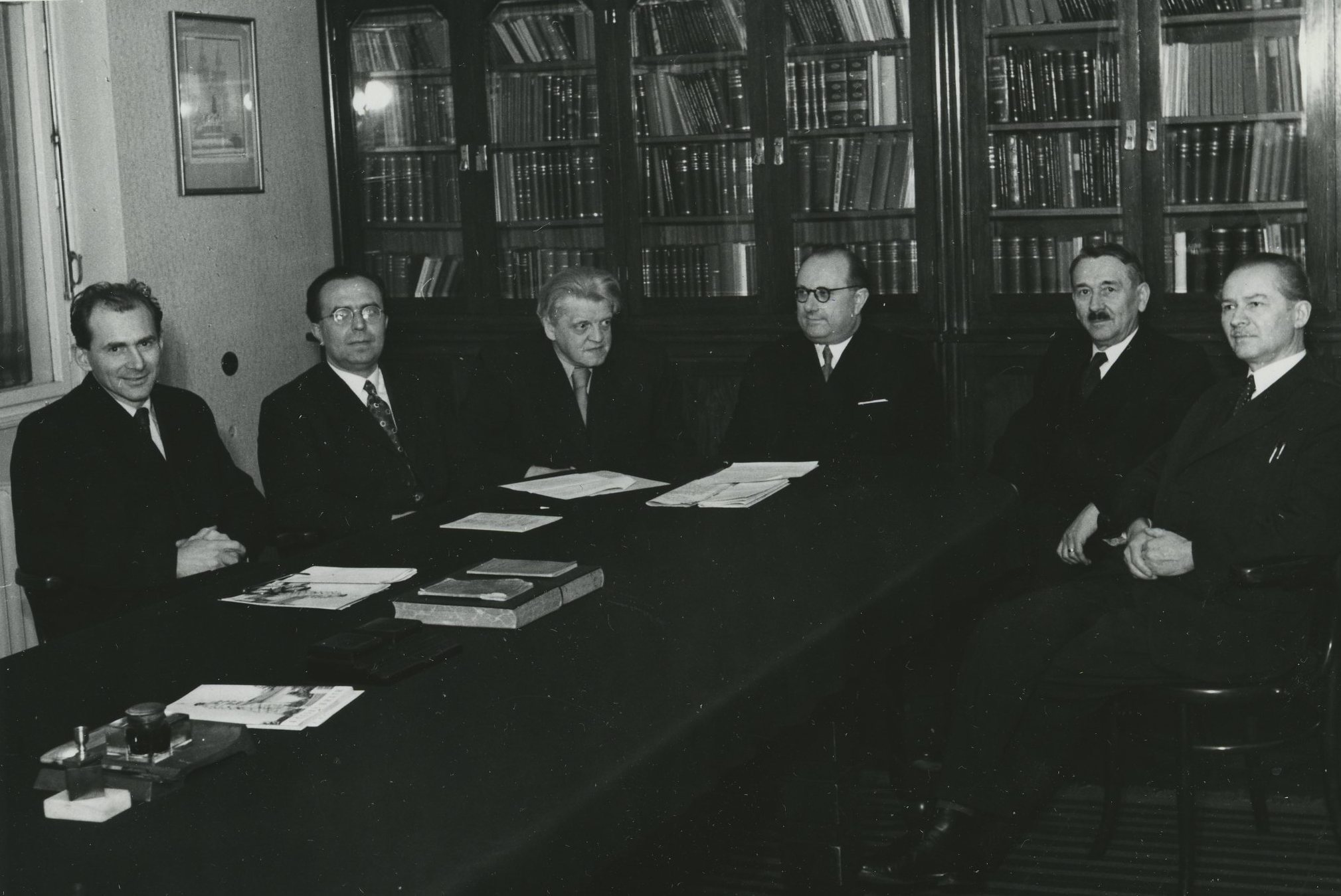
Synodní rada ČCE v roce 1951. P. Šimek sedí první zleva.

## Život
Pavel Šimek působil jako notář ve Staré Boleslavi a v Praze; byl též soudním tlumočníkem většího počtu jazyků.
Synodním kurátorem ČCE byl zvolen roku 1950, na nátlak státních orgánů byl ovšem roku 1953 odvolán; opětovně byl zvolen roku 1959; roku 1962 se státní moc pokusila vynutit jeho rezignaci, ovšem neúspěšně. Na nátlak komunistické moci v roce 1971 na synodu svůj post již neobhajoval, a byl nahrazen Františkem Škarvanem.
Zasloužil se o obnovu České biblické společnosti v roce 1990. Aktivně působil v organizaci YMCA.
Většinu svého života zasvětil boji za svobodu církví v Československu. Stál za hnutím odporu v roce 1963 proti chystanému zákonu o rodině, kde měla být původně zakotvena povinnost k socialistické (ateistické) výchově. Po roce 1989 se aktivně zasadil o vracení církevního majetku ukradeného komunistickým režimem. Po změně režimu v roce 1989 byl také jmenován do vysoké úřednické funkce na tehdejším federálním úřadu vlády a stal se jedním z autorů zákona o církvích.
Byl zakládajícím členem Společnosti pro církevní právo, od roku 2000 jejím čestným členem. Při laudaciu proneseném předsedou společnosti zazněla následující slova:
„Vážený pane doktore, tato volba je vyjádřením úcty Společnosti k Vaší osobě a oceněním Vašich zásluh o svobodu církví v naší zemi. Hluboký symbolický význam lze spatřovat i v tom, že volba se konala v prostorách kláštera dominikánů v Praze, tj. jedné z budov, o jejíž vrácení původnímu vlastníku jste se zasadil právě před deseti lety, na jaře roku 1990, a pomohl tak odčinit křivdu, která byla právě před půlstoletím, v dubnu 1950, na řeholních společenstvích spáchána.“